# Souvenir Georges-Dumas
Le Souvenir Georges-Dumas (anciennement nommé Tour du canton de Châteaumeillant) est une course cycliste française disputée au mois d'octobre dans le canton de Châteaumeillant, au Cher. Le Club cycliste Châteaumeillant en assure l'organisation. 
En 2016, cette compétition intègre le calendrier national de la Fédération française de cyclisme. Elle figure également au programme du Challenge du Boischaut-Marche avant sa disparition.

## Palmarès depuis 1999
| Année                             | Vainqueur          | Deuxième            | Troisième                |
| --------------------------------- | ------------------ | ------------------- | ------------------------ |
| Tour du canton de Châteaumeillant |                    |                     |                          |
| 1999                              | Benoît Farama      | François Leclère    | Patrick Quinn            |
| 2000                              | Stéphane Auroux    | Guillaume Judas     | Franck Faugeroux         |
| 2001                              | Franck Faugeroux   | Mickaël Boulet      | Yann Pivois              |
| 2002                              | Dimitar Dimitrov   | Christophe Gauthier | Marc Staelen             |
| 2003                              | Martial Locatelli  | Renaud Dion         | William Bonnet           |
| 2004                              | Yvan Sartis        | Jérémie Dérangère   | Franck Faugeroux         |
| 2005                              | Nikolas Cotret     | Olivier Nari        | Mickaël Larpe            |
| 2006                              | Fabien Pasquier    | Jérémie Dérangère   | Olivier Grammaire        |
| 2007                              | Alexis Jarry       | Sébastien Boire     | Yvan Sartis              |
| 2008                              | Frédéric Finot     | Nicolas Maire       | Benoît Luminet           |
| 2009                              | Franck Brucci      | Jérôme Mainard      | Grzegorz Kwiatkowski     |
| 2010                              | Stéphane Bénetière | Nicolas Maire       | Jérémie Dérangère        |
| 2011                              | Romain Fondard     | Christophe Goutille | David Périllaud          |
| 2012                              | Thomas Girard      | Stéphane Duguenet   | Gabriel Chavanne         |
| 2013,                             | Ronan Racault      | Baptiste Constantin | Mickaël Larpe            |
| 2014,                             | Romain Campistrous | Alexis Dulin        | Ronan Racault            |
| Souvenir Georges-Dumas            |                    |                     |                          |
| 2015,                             | Mickaël Larpe      | Endrik Puntso       | Romain Barroso           |
| 2016,                             | Pierre Bonnet      | Théo Vimpère        | Sébastien Fournet-Fayard |
| 2017,                             | Geoffrey Bouchard  | Julien Guay         | Boris Orlhac             |
| 2018,                             | Valentin Ferron    | Mickaël Guichard    | Lucas Papillon           |